# Thonne-les-Près
Thonne-les-Près är en kommun i departementet Meuse i regionen Grand Est (tidigare regionen Lorraine) i nordöstra Frankrike. Kommunen ligger i kantonen Montmédy som tillhör arrondissementet Verdun. År 2022 hade Thonne-les-Près 125 invånare.

## Befolkningsutveckling
Antalet invånare i kommunen Thonne-les-Près
| Referens: INSEE |